# Heimatmuseum Unterhaching
Das Heimatmuseum Unterhaching ist ein Museum in der oberbayerischen Gemeinde Unterhaching. Es widmet sich den Zeugnissen menschlichen Daseins im Unterhachinger Gemeindebereich, die es seit über 4500 Jahren dort gibt.

## Geschichte
Das Heimatmuseum wurde im Jahr 1995 von Unterhachinger Bürgern gegründet, indem sie den Förderverein „Unterhachinger Heimatmuseum e.V.“ bildeten. Der Verein hatte damals elf Mitglieder. Zuerst war das Museum in Kellerräumen in der Nähe des Unterhachinger Bahnhofs untergebracht; die Gemeinde Unterhaching übernahm die Kosten für die Miete. Durch intensive Suche (16 Vorschläge standen zur Auswahl) wurden neue Räume, ein ehemaliger Kinosaal, gefunden. Nach etwa zweijähriger Aufbauzeit erfolgte im November 2009 die Eröffnung des Heimatmuseums in seiner derzeitigen Gestaltung in der Hauptstraße Nr. 51.

## Ausstellung

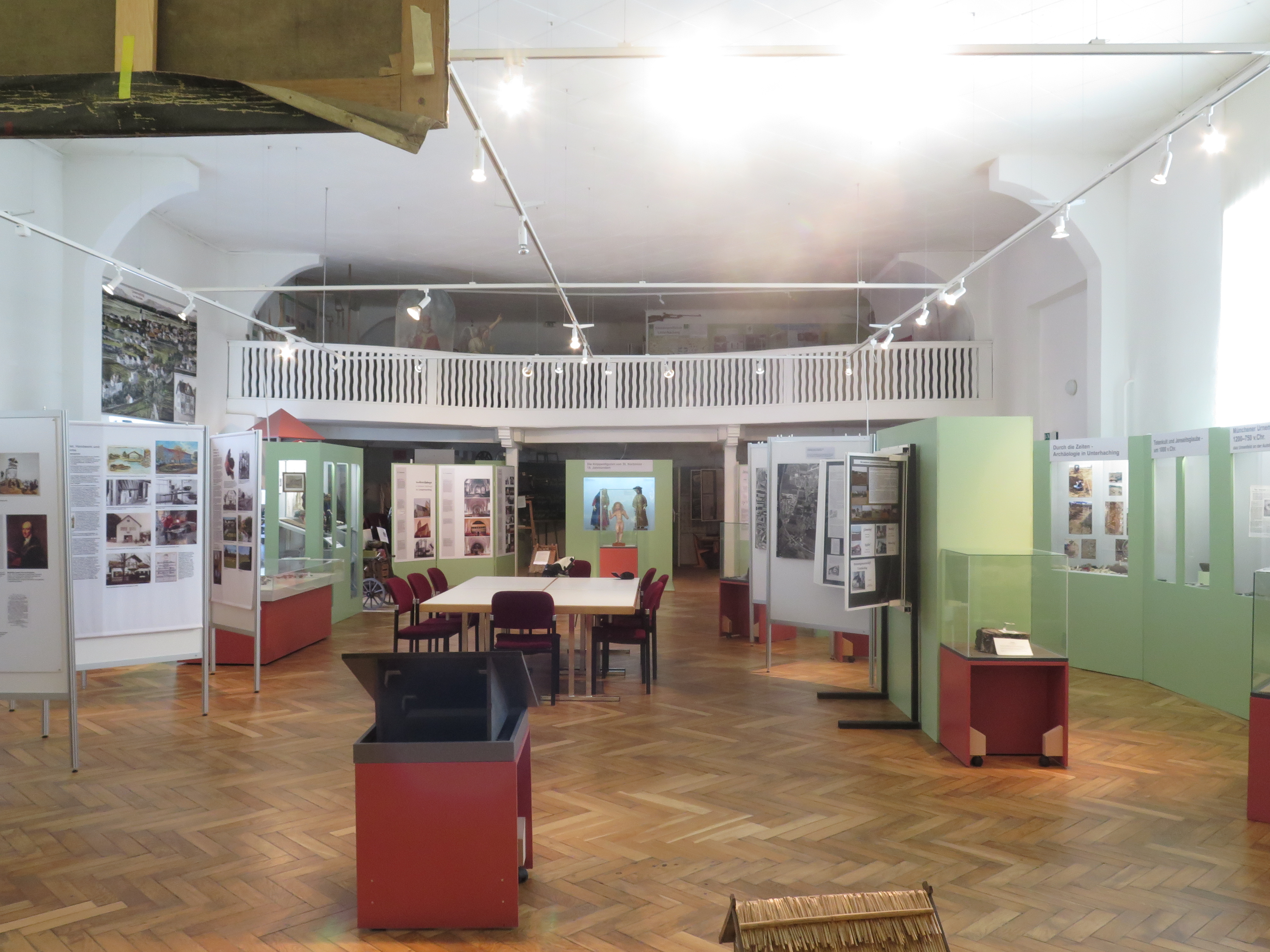
Hauptraum des Museums

Der Schwerpunkt der Sammlung sind die umfangreichen archäologischen Funde aus der Kupfer-, Bronze- bis zur Römerzeit. Verzichtet wird im Unterhachinger Museum auf die Präsentation von landwirtschaftlichen Geräten, da diese in den Heimatmuseen der umliegenden Gemeinden in Taufkirchen, Arget und Oberhaching ausgestellt werden.
Im Museum werden auch bäuerliche Gegenstände, Werkzeuge, eine Schuster- und eine Schreinerwerkstatt, eine historische Küche, eine kleine Schulausstattung, Ausrüstungsgegenstände für den Wintersport sowie Trachten gezeigt. Vor allem sind ausführliche Schautafeln ausgestellt. Auf den Schautafeln wird das Unterhachinger Dorfleben dargestellt. Es gibt ein Modell des Keltendorfes, das das Leben in der Frühzeit Unterhachings darstellt, sowie ein Dorfmodell, das das Leben in der Zeit Napoleons widerspiegelt. Die Sammlung wird laufend erweitert, so um Exponate aus der Spätbronzezeit, der sogenannten Münchner Urnenfelderzeit. Diese Urnen stammen aus einem Gräberfeld, das im Jahr 1934 beim Autobahnbau (heutige A8) entdeckt wurde. Bronzegegenstände derselben Epoche kamen als Dauerleihgaben hinzu.
Eine Besonderheit stellt die 9 m lange, begehbare „Bachlandkarte“ auf dem Boden des Ausstellungsraumes dar, die den Verlauf des Hachinger Baches im Hachinger Tal zeigt und den Besuchern anschaulich aufbereitete geografische und geschichtliche Hintergrundinformationen bietet.

## Sonderausstellungen
In den Räumen des Museums finden auch Sonderausstellungen statt, wie beispielsweise zum Jubiläum der örtlichen Kirche, eine Ausstellung über den Politiker Matthias Erzberger oder die Weihnachtskrippe der Kirche St Korbinian. Zusätzlich sind diese Sonderausstellungen oft im Foyer des Rathauses von Unterhaching zu sehen. Das Museum beteiligt sich an Veranstaltungen wie den Unterhachinger Lesenächten oder an Vollversammlungen der örtlichen Agenda 21.

## Träger und Finanzierung
Getragen wird das Museum von seinem Gründer, dem Förderverein „Unterhachinger Heimatmuseum e.V.“ Die Gemeinde Unterhaching trägt ebenfalls Mittel zum Unterhalt der Einrichtung bei. Von Besuchern wird kein Eintritt erhoben, sondern diese sind aufgerufen, stattdessen eine Spende zu leisten.